# Hilarempis darglensis
Hilarempis darglensis är en tvåvingeart som beskrevs av Smith 1969. Hilarempis darglensis ingår i släktet Hilarempis och familjen dansflugor. Inga underarter finns listade i Catalogue of Life.